# Devario pathirana
Devario pathirana är en fiskart som först beskrevs av Maurice Kottelat och Pethiyagoda, 1990.  Devario pathirana ingår i släktet Devario och familjen karpfiskar. IUCN kategoriserar arten globalt som starkt hotad. Inga underarter finns listade i Catalogue of Life.